# Eisenlinien (Physik)
Als Eisenlinien werden in der Physik die Spektrallinien des Elements Eisen bezeichnet.

## Grundlagen
Das neutrale Eisenatom besitzt 26 Elektronen. Nach den Regeln der Quantenmechanik sind die Wahrscheinlichkeitsverteilungen für deren Aufenthaltsort durch die Atomorbitale gegeben, die charakteristisch für das jeweilige Element sind. Werden in einem Atom ein oder mehrere Elektronen in energetisch höherliegende Orbitale versetzt (etwa durch Stöße oder durch die Absorption von Licht), ist das Atom in einem angeregten Zustand. Die Energien der angeregten Zustände haben für jedes Atom wohlbestimmte Werte, die sein Termschema bilden. Ein angeregtes Atom kann seine Überschussenergie beispielsweise durch Emission eines Photons abgeben, also durch Erzeugung von Licht oder Röntgenstrahlung. Die einzelnen Atome zeigen dann ihr elementspezifisches optisches Linienspektrum (bekannt ist etwa die Natrium-D-Linie). Auch Eisen hat eine Reihe von charakteristischen Spektrallinien, diese sind in allen Spektralbereichen vorhanden. Im Spektrum der Sonne sind mehr als 500 Eisenlinien bekannt. Auch in der Metallurgie werden sie zum Nachweis von Eisen verwendet.

## Eisen-K-Linien in der Astronomie
In der Astronomie, genauer in der Röntgenastronomie, sind die im Röntgenbereich liegenden starken Emissionslinien von neutralem Eisen von großem Interesse. Astronomen beobachten sie in Aktiven Galaktischen Kernen, Röntgendoppelsternen, Supernova und Schwarzen Löchern. Von besonderem Interesse ist dabei die breite Eisen-Kα-Linie bei einer Ruheenergie des emittierenden Plasmas von 6,4 keV (eigentlich zwei Linien bei 6,405 und 6,391 keV). Die Eisen-Kβ-Linie liegt bei einer Ruheenergie von 7,06 keV (zwei dicht benachbarte Linien bei 7,057 und 7,058 keV). Bei der Untersuchung von aktiven Galaxien oder Schwarzen Löchern mit Hilfe von Röntgensatelliten wie Suzaku oder XMM-Newton können durch die Messung der Breite, Frequenz, Amplitudenschwankungen und Spektralverteilung der Eisen-Kα-Linie Rückschlüsse auf die Eigenschaften der untersuchten Objekte (Masse, Energie, Geschwindigkeit) gemacht werden. Sie ist somit ein gutes Mittel zur Untersuchung und Entdeckung (da ihre Eigenschaften theoretisch vorhergesagt wurden) solcher Objekte. Sie entsteht durch Röntgen-Fluoreszenz beim Rücksprung eines Elektrons des Eisen von der L- auf die K-Schale nach der Anregung des Eisens durch ein Röntgenphoton oder durch Stoß mit einem freien Elektron. Sie ist deshalb so wichtig, weil ihre Fluoreszenzausbeute sehr groß ist und die der Eisen-Kβ-Linie etwa um einen Faktor 8 übertrifft. Durch die Gegenwart von anderen Elementen (zum Beispiel Argon) können sich die Spektrallinien verbreiten und verschieben.